# 國定公園
日本的国定公园，是指经日本政府指定，交由地方政府（都道府县）进行管理的自然风景地域，相當於「準國家公園」；如果被升格為國立公園，將會改由日本政府直接管理。

## 國定公園一覽
由北到南依序為：
| 名稱                       | 指定日期       | 備考                                                                                         |
| -------------------------- | -------------- | -------------------------------------------------------------------------------------------- |
| 厚岸雾多布昆布森国定公园   | 2021年3月30日  | 厚岸湖、霧多布岬、別寒邊牛濕原等                                                             |
| 暑寒別天賣燒尻國定公園     | 1990年8月1日   | 暑寒別山地、雨龍沼濕原、天賣島、燒尻島等                                                     |
| 網走國定公園               | 1958年7月1日   | 網走五湖、小清水原生花園、天都山等                                                           |
| 二世古積丹小樽海岸國定公園 | 1963年7月24日  | 二世古連峰的部份、積丹、小樽海岸等                                                           |
| 大沼國定公園               | 1958年7月1日   | 渡島駒岳（駒岳）及大沼                                                                       |
| 下北半島國定公園           | 1968年7月22日  | 佛浦、恐山、大間崎、尻屋崎等下北半島的著名景勝                                               |
| 津輕國定公園               | 1975年3月31日  | 岩木山、十二湖、深浦海岸、十三湖等                                                           |
| 早池峰國定公園             | 1982年6月10日  | 早池峰山                                                                                     |
| 栗駒國定公園               | 1968年7月22日  | 栗駒山地、夏油溫泉、鬼首溫泉鄉、鳴子峽、小安峽等                                             |
| 藏王國定公園               | 1963年8月8日   | 藏王山、山寺                                                                                 |
| 男鹿國定公園               | 1973年5月15日  | 男鹿半島（入道崎、一之目潟等）                                                               |
| 鳥海國定公園               | 1963年7月24日  | 鳥海山、象潟、飛島等                                                                         |
| 越後三山只見國定公園       | 1973年5月15日  | 越後三山（八海山等）、奧只見水壩周邊                                                         |
| 水鄉筑波國定公園           | 1959年3月3日   | 筑波山、霞浦、十二橋周邊、鹿島神宮、犬吠埼等，最初名為水鄉國定公園                           |
| 妙義荒船佐久高原國定公園   | 1969年4月10日  | 妙義山、荒船山、佐久高原等                                                                   |
| 南房總國定公園             | 1958年8月1日   | 房總內浦、房總外浦、鹿野山、清澄山等                                                         |
| 明治之森高尾國定公園       | 1967年12月11日 | 高尾山                                                                                       |
| 丹澤大山國定公園           | 1965年3月25日  | 丹澤湖、蛭岳、丹澤山、塔之岳、大山周邊                                                       |
| 佐渡彌彥米山國定公園       | 1950年7月27日  | 佐渡（外海府海岸、七浦海岸、小木海岸等）、彌彥山、米山、福浦八景等，最初名為佐渡彌彥國定公園 |
| 能登半島國定公園           | 1968年5月1日   | 能登金剛、曾曾木海岸、祿剛崎、內浦海岸、能登島、雨晴海岸等                                   |
| 越前加賀海岸國定公園       | 1968年5月1日   | 越前海岸、東尋坊等                                                                           |
| 若狹灣國定公園             | 1955年6月1日   | 若狹灣地區（氣比松原、三方五湖、蘇洞門、冠島）等                                             |
| 八岳中信高原國定公園       | 1964年6月1日   | 八岳山麓、霧峰高原、蓼科高原界隈等                                                           |
| 中央阿爾卑斯國定公園       | 2020年3月27日  | 木曾駒岳、惠那山、空木岳等                                                                   |
| 天龍奧三河國定公園         | 1969年1月10日  | 天龍峽、佐久間水壩、茶臼山高原、鳳來寺山等                                                   |
| 揖斐關原養老國定公園       | 1970年12月28日 | 關原古戰場跡、養老溪谷等                                                                     |
| 飛驒木曾川國定公園         | 1964年3月3日   | 飛驒川（中山七里、飛水峽）、木曾川等                                                         |
| 愛知高原國定公園           | 1970年12月28日 | 猿投山、矢作川上流域、香嵐溪、本宮山等                                                       |
| 三河灣國定公園             | 1958年4月10日  | 知多半島、三河灣地區、三根山、渥美半島、日間賀島等                                           |
| 鈴鹿國定公園               | 1968年7月22日  | 鈴鹿山脈（御在所岳、宇賀溪、石水溪等）                                                       |
| 室生赤目青山國定公園       | 1970年12月28日 | 室生高原、赤目溪谷（香落溪、赤目四十八瀑布）、青山高原                                       |
| 琵琶湖國定公園             | 1950年7月24日  | 琵琶湖（竹生島、海津大崎等）、比叡山、比良山地、野坂山地、伊吹山等                           |
| 丹後天橋立大江山國定公園   | 2007年8月3日   | 丹後半島海岸部（天橋立、經岬）、大江山、世屋高原                                             |
| 京都丹波高原國定公園       | 2016年3月25日  | 京都北山、蘆生原生林、八丁平、美山茅葺之里・北村                                             |
| 明治之森箕面國定公園       | 1967年12月11日 | 箕面瀑布等                                                                                   |
| 金剛生駒紀泉國定公園       | 1958年4月10日  | 金剛山地、生駒山地、和泉葛城山麓，最初名為金剛生駒國定公園                                   |
| 冰之山後山那岐山國定公園   | 1969年4月10日  | 冰之山、那岐山、天滝溪谷、芦津溪谷、神鍋高原、瀞川平、阿瀬溪谷、蘇武岳                       |
| 大和青垣國定公園           | 1970年12月28日 | 大和三山地區之丘陵地                                                                         |
| 高野龍神國定公園           | 1967年3月23日  | 高野山及龍神溫泉地區                                                                         |
| 比婆道後帝釋國定公園       | 1963年7月24日  | 比婆山、道後山、吾妻山及帝釋峽                                                               |
| 西中國山地國定公園         | 1969年1月10日  | 中國山地西部（三段峽、匹見峽、寂地峽）                                                       |
| 北長門海岸國定公園         | 1955年11月1日  | 青海島、須佐灣等                                                                             |
| 秋吉台國定公園             | 1955年11月1日  | 秋芳洞、秋吉台                                                                               |
| 劍山國定公園               | 1964年3月3日   | 劍山山麓地區、大步危、小步危、祖谷溪                                                         |
| 室戶阿南海岸國定公園       | 1964年6月1日   | 室戶岬至阿南海岸之間的海岸地區                                                               |
| 石鎚國定公園               | 1955年11月1日  | 石鎚山、面河溪                                                                               |
| 北九州國定公園             | 1972年10月16日 | 皿倉山、平尾台                                                                               |
| 玄海國定公園               | 1956年6月1日   | 若松南海岸、芥屋大門、虹之松原、唐津灣                                                       |
| 耶馬日田英彥山國定公園     | 1950年7月29日  | 耶馬溪、八面山、英彥山                                                                       |
| 壹岐對馬國定公園           | 1968年7月22日  | 壹岐、淺茅灣等                                                                               |
| 九州中央山地國定公園       | 1982年5月15日  | 市房山、五木、五家荘、米良荘、綾照葉樹林帶                                                   |
| 日豐海岸國定公園           | 1974年2月15日  | 日豐海岸                                                                                     |
| 祖母傾國定公園             | 1965年3月25日  | 祖母山、高千穂峽                                                                             |
| 日南海岸國定公園           | 1955年6月1日   | 青島、日南海岸、都井岬                                                                       |
| 甑島國定公園               | 2015年3月16日  | 海鼠池、貝池、鹿島斷崖等                                                                     |
| 沖繩海岸國定公園           | 1972年5月15日  | 沖繩島北部海岸、中部海岸、恩納沙灘、萬座毛、與那霸岳等                                       |
| 沖繩戰跡國定公園           | 1972年5月15日  | 姬百合塔及沖繩島南部海岸地區的戰爭史跡                                                       |

## 已升格為國立公園的國定公園
- 白山國定公園：1955年7月1日指定，已於1962年11月12日升格為白山國立公園。
- 山陰海岸國定公園：1955年6月20日指定，已於1963年7月15日升格為山陰海岸國立公園。
- 足摺國定公園：1955年4月1日指定，已於1972年11月10日升格為足摺宇和海國立公園。
- 利尻禮文國定公園：1965年7月10日指定，已於1974年9月20日升格為利尻禮文佐呂別國立公園。
- 奄美群島國定公園：1974年2月15日指定，已於2017年3月7日升格為奄美群島國立公園。
- 日高山脈襟裳國定公園：1981年10月1日，已於2024年6月25日升格為日高山脈襟裳十勝國立公園。

## 編入既存之國立公園的國定公園
- 伊豆七島國定公園：1955年4月1日指定・1964年7月7日編入富士箱根伊豆國立公園。
- 錦江灣國定公園：1955年9月1日指定・1964年3月16日編入霧島屋久國立公園，「霧島國立公園」同日改名。
- 南三陸金華山國定公園：1979年3月30日指定・2015年3月31日編入三陸復興國立公園。